# Diospyros inconstans
Diospyros inconstans es una especie de planta fanerógama perteneciente al género de ébanos y persimones. Algunos individuos la utilizan para drogarse.  

## Descripción
Son árboles que alcanza un tamaño de 4-8 m de altura, algunas veces ramificados desde la base; ramitas estriguloso-puberulentas, pardo claro o grisáceas, los tricomas amarillo-dorado, brillantes. Hojas de 3-16  × 2-7 cm, espaciadas a lo largo de las ramas, oblongo-elípticas, ocasionalmente oblongo-obovadas, cartáceas a subcoriáceas, el haz glabro, pardo-grisáceo cuando seco, el envés esparcida y diminutamente setuloso. Inflorescencias en la base del crecimiento actual; címulas estaminadas en su mayoría con 3 flores, cortamente pediceladas. Flores estaminadas subsésiles o cortamente pediceladas; cáliz hasta 7 mm, estriguloso-pubérulo, los lobos 3(-4), imbricados, tan largos como el tubo, suborbiculares, apiculados; corola c. 15 mm, subrotada, el tubo c. 10 mm, densamente estrigosa, los lobos 3, c. 5 mm, suborbiculares, diminutamente apiculados, glabros, excepto por una línea longitudinal estrigosa; estambres   10, de hasta 4 mm, incluidos, los conectivos largamente apiculados; pistilodio ausente. Flores pistiladas solitarias o rara vez cimosas; pedicelos hasta 4 mm; cáliz c. 4 mm, estriguloso en la superficie interna, los lobos 3, redondeados, los márgenes reflexos; corola similar a la de las flores estaminadas, pero más corta y ancha; estaminodios 3, adnatos a la base del tubo de la corola; ovario c. 2.5 mm, subgloboso; lóculos 6, 1-ovulados; estilo de 1.5 mm, robusto, no dividido, los estigmas 3, 2-lobados, carnosos. Bayas c. 2.5 cm de diámetro, subglobosas, glabras, con un área puberulenta alrededor de la base del estilo, púrpuras o negro-rojizo cuando maduras; pedicelo en el fruto 1-2 mm (en Mesoamérica), robusto; cáliz en el fruto 2.5-3.5 cm de diámetro, pateniforme, lobado hasta la mitad, los lobos 3, 1-1.5 cm, patentes, esparcidamente puberulentos en la superficie externa, densamente estrigosos en la superficie interna, el ápice redondeado u ocasionalmente agudo; semillas 6, o menos por aborto, 1.5  cm ×   8 mm.

## Distribución y hábitat
Se encuentra en la selvas altas perennifolias, selvas alteradas, áreas pantanosas, a una altitud de 0-200 metros, en Mesoamérica, Colombia, Venezuela, Ecuador, Perú, Bolivia, Brasil, Paraguay, Uruguay, Argentina, Antillas. 

## Taxonomía
Diospyros inconstans fue descrita por  Nikolaus Joseph von Jacquin  y publicado en Enumeratio Systematica Plantarum, quas in insulis Caribaeis 34. 1760.
Etimología
Diospyros: nombre genérico que proviene de (διόσπυρον) del griego Διός "de Zeus" y πυρός "grano", "trigo" por lo que significa originalmente "grano o fruto de Zeus". Los autores de la antigüedad usaron el vocablo con sentidos diversos: Teofrasto menciona un   diósp¯yros –un árbol con pequeños frutos comestibles de huesecillo duro–, el que según parece es el almez (Celtis australis L., ulmáceas), y Plinio el Viejo (27.98) y Dioscórides lo usaron como otro nombre del griego lithóspermon, de líthos = piedra y spérma = simiente, semilla, y que habitualmente se identifica con el Lithospermum officinale L. (boragináceas). Linneo tomó el nombre genérico de Dalechamps, quien llamó al Diospyros lotus "Diospyros sive Faba Graeca, latifolia".
inconstans: epíteto
Sinonimia
- Diospyros anzoateguiensis Steyerm.
- Diospyros berteroi A.DC.
- Diospyros conduplicata Kunth
- Diospyros delgadoi Standl.
- Diospyros obtusifolia Bertero ex A.DC.
- Diospyros psidioides Kunth
- Ebenus inconstans (Jacq.) Kuntze
- Maba inconstans (Jacq.) Griseb.
- Macreightia conduplicata (Kunth) A.DC.
- Macreightia inconstans (Jacq.) A.DC.
- Macreightia obovata Mart. ex Miq.
- Macreightia psidioides (Kunth) A.DC.[4]